# 丹瑞战争 (1808年—1809年)
丹瑞战争 (1808年-1809年)是指丹麦和瑞典在1808年至1809年之间爆发的一系列军事冲突。丹麦通过攻击瑞典，占领了斯堪尼。瑞典则征服了挪威，获取了厄勒海峡之通行权，但是厄勒海峡通行费依然未有解決。

## 背景
由于瑞典反对拿破仑，丹麦站在支持拿破崙之立場，於是准备向瑞典人宣战，以夺回布勒姆瑟布魯条约和罗斯基勒条约中失去的国土。